# The Storm: Part II
The Storm: Part II is de veertiende aflevering van het vijfde seizoen van de televisieserie ER, die voor het eerst werd uitgezonden op 18 februari 1999.

## Verhaal
De SEH wordt overspoeld met gewonden van het schoolbusongeluk. Dr. Greene helpt de ambulancemedewerkers op de plek van het ongeluk.
Jeanie Boulet wordt ook binnengebracht nadat zij gewond is geraakt in een ongeluk, zij zat in de auto bij dr. Ross toen hij een aanrijding kreeg. Zij blijkt gelukkig niet ernstig gewond te zijn maar krijgt wel ander slecht medisch nieuws, zij blijkt hepatitis te hebben.
Dr. Ross is ook terug in het ziekenhuis en wil meehelpen met het behandelen van de vele gewonden, dr. Weaver verbiedt dit en hierop besluit dr. Ross ontslag te nemen. Hij verlaat het ziekenhuis en gaat naar Seattle, hij vraagt aan Hathaway om met hem mee te gaan. Zij besluit om te in Chicago te blijven bij haar familie en haar werk.
Hathaway besluit om terug te treden uit haar kliniek zodat deze open kan blijven.
De vrouw van Mobalage heeft haar twijfels over de aankomende operatie van haar man om zijn erectiestoornis te verhelpen. Zij deelt een afschuwelijk geheim aan Hathaway, zij blijkt in het verleden verkracht te zijn door soldaten in Nigeria. Nu is zij bang om seks te hebben met haar man als hij geholpen kan worden aan zijn erectiestoornis. Later wordt de vrouw zwaar gewond op de SEH binnengebracht, zij blijkt diverse malen gestoken te zijn.
Dr. Carter en Lucy Knight besluiten samen om samen geen relatie te beginnen, ondanks de kus die zie samen hebben gehad.

## Rolverdeling

### Hoofdrollen
- Anthony Edwards - Dr. Mark Greene
- George Clooney - Dr. Doug Ross
- Noah Wyle - Dr. John Carter
- Eriq La Salle - Dr. Peter Benton
- Laura Innes - Dr. Kerry Weaver
- Alex Kingston - Dr. Elizabeth Corday
- Jorja Fox -Dr. Maggie Doyle
- Paul McCrane - Dr. Robert Romano
- John Aylward - Dr. Donald Anspaugh
- Gloria Reuben - Jeanie Boulet
- Kellie Martin - Lucy Knight
- Julianna Margulies - verpleegster Carol Hathaway
- Ellen Crawford - verpleegster Lydia Wright
- Penny Johnson - verpleegster Lynette Evans
- Conni Marie Brazelton - verpleegster Connie Oligario
- Deezer D - verpleger Malik McGrath
- Laura Cerón - verpleegster Chuny Marquez
- Lily Mariye - verpleegster Lily Jarvik
- Brian Lester - ambulancemedewerker Brian Dumar
- Montae Russell - ambulancemedewerker Dwight Zadro
- Lyn Alicia Henderson - ambulancemedewerker Pamela Olbes
- J.P. Hubbell - ambulancemedewerker Lars Audia
- Emily Wagner - ambulancemedewerker Doris Pickman
- Abraham Benrubi - Jerry Markovic
- Kristin Minter - Randi Fronczak
- Demetrius Navarro - Morales

Dit is de laatste aflevering van George Clooney als Dr. Doug Ross

### Gastrollen (selectie)
- Ed Lauter - brandweercommandant Dannaker
- Patricia Forte - Mrs. Martino
- Conor O'Farrell -  Richard Abbott
- Djimon Hounsou - Mobalage Ikabo
- Akosua Busia - Kobe Ikabo
- Sarah Godshaw - JJ Mitchell
- Caitlynn McWhorter - mompelend kind
- Ema Tuennerman - gillend kind
- Bobby Edner - Zach
- Michelle Bonilla - Christine Harms
- Burt Bulos - Lovejoy